# Xanthophenax cancanensis
Xanthophenax cancanensis är en stekelart som beskrevs av Pisica 1984. Xanthophenax cancanensis ingår i släktet Xanthophenax och familjen brokparasitsteklar. Inga underarter finns listade i Catalogue of Life.